# 李幽
李幽（？—336年），中国五胡十六国时代成汉皇帝李班的儿子，李颙的兄弟。
334年，大成皇帝李雄把皇位传给侄子李班，李雄的儿子李期、李越不满，在李雄灵柩前杀害李班，李期称帝。336年，李班的舅舅罗演和上官澹策划袭杀李期，拥立李幽为君，事情泄露，李幽、罗演和上官澹被李期杀害。